# 263
263 (CCLXIII na numeração romana) foi um ano comum do século III do Calendário Juliano, da Era de Cristo, a sua letra dominical foi D (53 semanas), teve início a uma quinta-feira e terminou também a uma quinta-feira.
| Ano completo                        |
| ----------------------------------- |
| Ano comum com início à quinta-feira |

## Mortes
- Liao Hua, militar e líder político chinês